# 熊本大学
熊本大学（くまもとだいがく、英語: Kumamoto University）は、 熊本県熊本市中央区黒髪二丁目39番1号に本部を置く、日本の国立大学。1925年創立、1949年大学設置。略称は熊大（くまだい）。
1949年（昭和24年）の学制改革により、旧制第五高等学校など熊本市にあった諸学校を統合して発足した総合大学である。旧官立大学、旧六医科大学、旧ナンバースクールの一校である。

## 概観

### 大学全体
熊本大学は、江戸時代の宝暦年間にまで遡る熊本藩の藩校「再春館」を前身とする旧制熊本医科大学と、熊本藩御薬園「蕃滋園」（1756年）を前身とする旧制熊本薬学専門学校、前身が明治に創立の旧制熊本師範学校、旧制第五高等学校、旧制熊本高等工業学校、旧制熊本青年師範学校（いずれも熊本市内）などを引き継いで発足した。現在、8学部・学環と大学院8研究科（研究部は除く）を擁している。
キャンパスは、旧制五高から引き継いだ黒髪キャンパス北地区、旧制熊本高工から引き継いだ、豊後街道を挟んで黒髪キャンパス南地区、旧制熊本医大から引き継いだ本荘キャンパス、旧制熊本薬専から引き継いだ大江キャンパスに分かれている。
建造物も多くが引き継がれている。五高本館（赤煉瓦造）、化学実験場（赤煉瓦造）、正門（赤門）は1969年に国の重要文化財に指定され、旧本館は1993年に「五高記念館」として公開されている（現存する旧制高校の学舎で最古の一つである）。工学部研究資料館（旧高工機械実験工場（1908年竣工）、煉瓦造）は1994年、重要文化財に指定されている。高工本館（1925年竣工）は、現在は熊本大学事務局本館として使用されており、1998年に登録有形文化財に登録されている。
また、学内には、五高を詠んだ夏目漱石の銅像や句碑、嘉納治五郎揮毫の転刻、小泉八雲演説のレリーフなどがある。

### 理念[4]
教育基本法および学校教育法に則り、総合大学として、知の創造、継承、発展に努め、知的、道徳的および応用的能力を備えた人材を育成することにより、地域と国際社会に貢献することを目的とする。

### 目的[5]
- 教育
  - 個性ある創造的人材を育成するために、学部から大学院まで一貫した理念のもとに総合的な教育を行う。
  - 学部では、幅広く深い教養、国際的対話力、情報化への対応能力及び主体的な課題探求能力を備えた人材を育成する。
  - 大学院では、学部教育を基盤に、人間と自然の深い洞察に基づく総合的判断力と国際的にに通用する専門知識・技能を身につけた高度専門職業人を育成する。
  - また、社会に開かれた大学として、生涯を通じた学習の場を積極的に提供する。

- 研究
  - 高度な学術研究の中核としての機能を高め、最先端の創造的な学術研究を積極的に推進するとともに、人類の文化遺産の豊かな継承・発展に努める。
  - また、総合大学の特長を活かして、人間、社会、自然の諸科学を総合的に深化させ、学際的な研究を推進することにより、人間と環境の共生及び社会の持続可能な発展に寄与する。
- 地域貢献・国際貢献
  - 地方中核都市に位置する国立大学として地域との連携を強め、地域における研究中枢的機能及び指導的人材の育成機能を果たす。世界に開かれた情報拠点として、世界に向けた学術文化の発展に努めることにより、地域の産業の振興と文化の向上に寄与する。
  - また、知的国際交流を積極的に推進するとともに留学生教育に努め、双方向的な国際交流の担い手の育成を目指す。

## 沿革

### 略歴
熊本大学の前身の一つである旧制熊本医科大学は、1925年（大正14年）に大学令に準じ熊本県立の公立大学として設置され、その4年後の1929年（昭和4年）に官立（国立）移管されたものである。本稿ではこの経緯から、大学の創立年を旧制大学が誕生した1925年（大正14年）、設置年を新制大学が誕生した1949年（昭和24年）としている。
一方で、熊本大学概要2024(冊子)にて小川久雄熊本大学学長が「熊本大学は明治20年(1887年)に設立された第五高等中学校(五高)以来の歴史や伝統を守りつつ・・」と学長メッセージを寄せ、熊本大学の前身を第五高等中学校と明示している。この立場を取れば創立は1887年（明治20年）となる。付け加えれば、工学部には百周年記念館があるが、これは明治1897年（明治30年）の第五高等学校工学部創立100周年を記念して建設されたものである。

### 年表
- 1949年（昭和24年）5月31日：熊本市内の以下の学校を包括し、熊本大学が発足。
  - 包括校[注 1]は6校：熊本医科大学、第五高等学校、熊本高等工業学校、熊本薬学専門学校、熊本師範学校、熊本青年師範学校
  - 設置学部（6学部）：法文学部、教育学部、理学部、医学部、薬学部、工学部
- 1951年（昭和26年）4月：附属看護学校を設置。
- 1954年（昭和29年）4月：薬学専攻科、工学専攻科、医学部附属助産婦学校を設置。
- 1955年（昭和30年）4月：医学進学課程、理学専攻科、医学研究科博士課程を設置。
- 1958年（昭和33年）4月：法文学専攻科を設置。
- 1960年（昭和35年）3月：教育学部の2年課程を廃止。
- 1963年（昭和38年）4月：教育専攻科を設置。
- 1964年（昭和39年）4月：教養部を設置。薬学専攻科を廃止し、薬学研究科修士課程、医学部附属衛生検査技師学校（1972年に臨床検査技師学校に改称）を設置。
- 1965年（昭和40年）4月：工学専攻科を廃止し、工学研究科修士課程を設置。医学部附属診療エックス線技師学校（1969年（昭和49年）に診療放射線技師学校に改称）を設置。
- 1966年（昭和41年）4月：理学専攻科を廃止し、理学研究科修士課程を設置。教育学部特別教科（看護）教員養成課程を設置。
- 1972年（昭和47年）4月：法文専攻科を廃止し、文学研究科修士課程と法学研究科修士課程を設置。
- 1977年（昭和52年）4月：熊本大学医療技術短期大学部を設置。
- 1979年（昭和54年）
  - 3月：医学部附属看護学校・臨床検査技師学校を廃止。
  - 4月：法文学部を改組し、法学部と文学部に分離（7学部体制となる）。
- 1980年（昭和55年）3月：医学部附属助産婦学校と診療放射線技師学校を廃止。
- 1985年（昭和60年）4月：薬学研究科博士課程を設置。
- 1986年（昭和61年）
  - 3月：法文学部を廃止。
  - 4月：教育専攻科を廃止し、教育研究科修士課程を設置。工学研究科博士課程を設置。
- 1987年（昭和62年）4月：理学研究科博士課程を設置。
- 1988年（昭和63年）4月：自然科学研究科博士課程を設置。
- 1994年（平成6年）3月：医学進学課程を廃止。
- 1997年（平成9年）
  - 3月：教養部を廃止。
  - 4月：教育学部に教員養成を主な目的としない生涯スポーツ福祉課程を設置（2000年には地域共生社会課程を設置）。
- 1998年（平成10年）3月：理学研究科・工学研究科（修士課程）を廃止。
- 2002年（平成14年）4月：社会文化科学研究科（博士課程）を設置。
- 2003年（平成15年）
  - 4月：医学研究科（修士・博士）と薬学研究科（博士）を廃止し、医学教育部と薬学教育部を設置。医学薬学研究部を設置。
  - 10月：教育学部特別教科（看護）教員養成課程と医療技術短期大学部を改組し、医学部保健学科を設置。
- 2004年（平成16年）4月1日：国立大学法人法の規定により国立大学法人となる。法曹養成研究科を設置。
- 2007年（平成19年）3月：医療技術短期大学部を廃止。
- 2006年（平成18年）4月1日：薬学教育6年制移行により薬学部薬学科を6年制に移行、4年制学科の創薬学科・生命薬科学科を設置。
- 2008年（平成20年）4月1日：保健学教育部（修士）を設置。
- 2010年（平成22年）4月1日：保健学教育部（博士）を設置。
- 2011年（平成23年）12月：熊本大学先進マグネシウム国際研究センター（MRC）開設。
- 2016年（平成28年）
  - 4月1日：法曹養成研究科の募集を停止。
  - 4月：教育学部生涯スポーツ福祉課程と地域共生社会課程の募集を停止

- 2021年（令和3年）：熊本大学・富山大学共同で先進軽金属材料国際研究機構（ILM）発足。

- 2024年（令和6年）4月：情報融合学環を設置。
- 2025年（令和7年）6月：情報融合学環および大学院半導体・情報数理専攻向け教育・研究棟（D-Square・SOIL）完成[7]。SOILのクリーンルームは国内大学最大規模。

## 基礎データ

### 所在地
- 黒髪北地区／黒髪南地区（熊本県熊本市中央区黒髪）
- 本荘北地区／本荘中地区／本荘南（熊本県熊本市中央区本荘）
- 大江地区（熊本県熊本市中央区大江本町）
- 合津マリンステーション（熊本県上天草市松島町）
- 地域共同ラボラトリー（熊本県上益城郡益城町）

### 象徴
2006年（平成18年）4月に熊本大学の新しいロゴマークが制定されている。くまもとの「く」を象っていると同時に、Kumamotoの「K」を変化させ、さらに前進していく矢印をイメージし、校旗を彩る紫紺とうこんで彩色したデザインとなっている。

## 教育および研究

### 組織

#### 学環
- 情報融合学環（下記DSとはData Scienceの略）
  - DS総合コース
  - DS半導体コース
- 共創学環（2026年度開設予定、定員80名）
  - グローバルイノベーションコース
  - 地域イノベーションコース

#### 学部
- 文学部
  - 総合人間学科
    - 人間科学コース
    - 社会人間学コース
    - 地域科学コース

  - 歴史学科
    - 歴史資料学コース
    - 世界システム史学コース

  - 文学科
    - 東アジア言語文学コース
    - 欧米言語文学コース
    - 超域言語文学コース

  - コミュニケーション情報学科
    - コミュニケーション情報学コース
    - 現代文化資源学コース
- 教育学部
  - 令和4年度以降
    - 学校教育教員養成課程

  - 令和3年度まで
    -       - 小学校教員養成課程

    - 中学校教員養成課程
    - 特別支援教育教員養成課程
    - 養護教諭養成課程
- 法学部
  - 法学科
- 理学部
  - 理学科
    - 数学コース
    - 物理学コース
    - 化学コース
    - 地球環境科学コース
    - 生物学コース
- 医学部
  - 医学科（6年制）
  - 保健学科
    - 看護学専攻
    - 放射線技術科学専攻
    - 検査技術科学専攻

- 薬学部[注 2]
  - 薬学科（6年制）
  - 創薬・生命薬科学科

- 工学部
  - 令和6年度新設
    - 半導体デバイス工学課程

  - 平成30年度以降
    - 建築学科
      - 土木工学教育プログラム
      - 地域デザイン教育プログラム
      - 建築学教育プログラム

    - 機械数理工学科
      - 機械工学教育プログラム
      - 機械システム教育プログラム
      - 数理工学教育プログラム

    - 情報電気工学科
      - 電気工学教育プログラム
      - 電子工学教育プログラム
      - 情報工学教育プログラム

    - 材料・応用化学科
      - 応用生命化学教育プログラム
      - 応用物質化学教育プログラム
      - 物質材料工学教育プログラム

  - 平成29年度まで
    - 物質生命化学科
    - マテリアル工学科
    - 機械システム工学科
    - 社会環境工学科
    - 建築学科
    - 情報電気電子工学科
    - 数理工学科

#### 大学院
- 教育学研究科
  - 学校教育実践専攻（修士課程）
  - 教科教育実践専攻（修士課程）
  - 教職実践開発専攻（専門職学位課程）
- 社会文化科学教育部
  - 法政・紛争解決学専攻（博士前期課程）
  - 現代社会年人間学専攻（博士前期課程・博士後期課程）
  - 文化学専攻（博士前期課程・博士後期課程）
  - 教授システム学専攻（博士前期課程・博士後期課程）
- 自然科学教育部
  - 理学専攻（博士前期課程・博士後期課程）
  - 土木建築学専攻（博士前期課程）
  - 機械数理工学専攻（博士前期課程）
  - 情報電気工学専攻（博士前期課程）
  - 材料・応用化学専攻（博士前期課程）
  - 半導体・情報数理専攻（博士前期課程・博士後期課程）
  - 工学専攻（博士後期課程）
- 先端科学研究部
  - 基礎科学部門
  - 物質材料・化学部門
  - 産業機関部門
  - 情報・エネルギー部門
  - 土木建築学部門
  - 医工学部門
- 生命科学研究部
  - 総合医療科学部門
  - 先端生命医療科学部門
  - 環境社会医学部門
- 医学教育部
  - 医科学専攻（修士課程）
  - 医学専攻（博士課程）
- 保健学教育部
  - 看護学コース（博士前期課程・後期博士課程）
  - 放射線技術科学コース（博士前期課程・後期博士課程）
  - 検査技術科学コース（博士前期課程・後期博士課程）
  - 遺伝カウンセリングコース（博士前期課程）

- 薬学教育部
  - 創薬・生命薬科学専攻（博士前期課程・博士後期課程）
  - 医療薬学専攻（博士課程）

※生命科学研究部は総合医薬科学、先端生命医療科学、環境社会医学の3部門13講座79分野からなる、日本最大級の研究特化型の教員（所属）組織である。
※医学、薬学、保健学教育部は学生が所属する大学院組織である。
※法曹養成研究科は2016年4月より募集停止、2019年3月31日廃止。

#### 専攻科
- 特別支援教育特別専攻科

#### 別科
- 養護教諭特別別科

#### 附属機関
大学附属
- 熊本大学病院

学部附属
- 文学部附属永青文庫研究センター[9]
- 文学部付属漱石・八雲教育研究センター
- 文学部付属国際マンガ学教育研究センター
- 教育学部附属教育実践総合センター
- 薬学部附属創薬研究センター
- 薬学部附属育薬フロンティアセンター
- 薬学部附属薬用資源エコフロンティアセンター
- 工学部附属工学研究機器センター
- 工学部附属グローバルものづくり教育センター

研究科附属
- 自然科学研究科附属総合科学技術共同教育センター
- 自然科学研究科附属くまもと水循環・減災研究教育センター（沿岸域環境科学教育研究センターと減災型社会システム実践研究教育センターを統合）[10]

研究部附属
- 生命科学研究部附属エコチル調査南九州・沖縄ユニットセンター
- 生命科学研究部附属臨床医学教育研究センター
- 生命科学研究部附属健康長寿代謝制御研究センター[11]
- 法曹養成研究科附属臨床法学教育研究センター

附置研究所
- 発生医学研究所
  - 附属臓器再建研究センター
- 産業ナノマテリアル研究所

機構
- 大学院先導機構
- イノベーション推進機構
  - 地域共同ラボラトリー
  - インキュベーションラボラトリー
  - ベンチャービジネスラボラトリー
- グローバル推進機構
- 大学教育統括管理運営機構
- 熊本創生推進機構
- 国際先端医学研究機構
- 国際先端科学技術研究機構
- 半導体・デジタル研究教育機構

学内共同教育研究施設
- 総合情報統括センター　→　半導体・デジタル研究教育機構附属情報統括センター(2023年～)
- グローバル教育カレッジ
- 政策創造研究教育センター
- eラーニング推進機構
- くまもと水循環・減災研究教育センター
  - 合津マリンステーション（熊本県上天草市の天草上島）[12]

- 先進マグネシウム国際研究センター　リンク内に、軽量・高強度・不燃・耐腐食性が特徴で産業界から注目されているKUMADAIマグネシウム合金の説明動画あり。

- 生命資源研究・支援センター
- エイズ学研究センター(1997年～2019年)　→　ヒトレトロウイルス学共同研究センター熊本キャンパス(2019年～)
- 環境安全センター
- 埋蔵文化財調査センター

施設
- 五高記念館　第一展示室【五高開校と歴代校長】、第二展示室【五高の敷地と建物】、第三展示室【五高の教授陣】、第四展示室【近代日本を支えた卒業生】、第五展示室【五高の教育　五高と戦争】、第六展示室【五高生の生活】、そして復元教室【当時のままに復原された教室】が二部屋ある。
- 附属図書館
  - 医学系分館
  - 薬学部分館

#### 附属学校
- 教育学部附属幼稚園
- 教育学部附属小学校
- 教育学部附属中学校
- 教育学部附属特別支援学校

### 研究

#### 21世紀COEプログラム
21世紀COEプログラムとして、2件採択された。
- 2002年
生命科学
細胞系譜制御研究教育ユニットの構築
- 2003年
機械、土木、建築、その他工学
衝撃エネルギー科学の深化と応用

#### グローバルCOEプログラム
グローバルCOEプログラムとして、3件採択されている。
- 2007年

生命科学
- 細胞系譜制御研究の国際的人材育成ユニット

- 2008年

医学系
- エイズ制圧を目指した国際教育研究拠点

機械、土木、建築、その他工学
- 衝撃エネルギー工学グローバル先導拠点

### 教育
熊本大学刊行のデータで見る熊本大学によれば、令和5年度学部卒業生の34%が大学院等に進学、理工系学部においては66%が大学院に進学している。また令和6年度では、理工系学部において70%が大学院に進学した（令和6年度卒業生・修了生の進路状況より集計）。
THE日本大学ランキング2025では23位と評価された。また、日経HRと日本経済新聞社による「企業人事に聞いた『卒業生が活躍している大学』調査」では6位（九州エリア1位）と評価された。

## 学生生活

### 課外活動

#### 体育会・サークル
熊本大学の場合、課外活動を行う団体・組織は、体育系の全学公認サークルを統括する学生組織の熊本大学体育会が存在する。体育会には約900名の学生が参加し、活発な活動を行っている。
体育会関連行事
体育会所属44サークルが各々行う競技スポーツの他に、全学生が参加できるレクリエーション色の強い各種スポーツ大会を行っている。体育会の本部が主催したり、体育会の幹事会が主催で開催しているスポーツ大会である。体育会会員に入会するとスポーツ大会が基本的に無料で参加できる（一部を除く）。
- 5月：新入生歓迎ソフトボール・ドッジボール・ボウリング大会、アーチェリー大会
- 6月：カバディー大会、ソフトテニス大会、ソフトボール大会、梅雨ボウリング大会、レガッタ大会
- 7月：3ON3大会、ミニサッカー大会
- 11月：阿蘇耐久遠歩大会、秋季ソフトボール大会、卓球大会、バドミントン大会
- 12月：立田山駅伝大会、クリスマスボウリング大会、バレーボール大会
- 1月：サッカー大会、バスケットボール大会

#### 学園祭
熊本大学には紫熊祭と本九祭の2つの学園祭がある。紫熊祭が全学的な学園祭であるのに対して、本九祭は医学部の学生を中心として行われている。ここでは紫熊祭について解説する。

#### 紫熊祭
紫熊祭（しぐまさい、SIGMA Festival）は熊本大学黒髪北地区キャンパス（黒髪南地区キャンパスも含む）で開催される。紫熊祭実行委員会により開催されている。かつては熊粋祭（ゆうすいさい）と呼ばれていたが、2012年度に熊粋祭実行委員が消滅し、新たに立ち上げられた。紫熊祭の開催は、開学記念日の11月1日前後の3日間となっている。紫熊祭で行われる企画、運営および全ての準備は学生の手で行われている。紫熊祭実行委員会には約400名の学生が参加している。
文化部会
公認サークルが27団体あり、約1100名の学生が参加している。この中で「熊本大学新聞社」は大学公認サークルであり、無料の「熊本大学新聞」を発行している。一方、類似名称の「熊大学生新聞」は公認サークル発行の新聞ではなく、本学同窓生に有料購読や金銭支援を勧誘する事例が相次いでおり注意が必要である。

#### スポーツ
- 体育会硬式野球部は中九州大学野球連盟に所属している。
- 熊本県下の大学が持ち回りで開催している熊本地区大学総合体育大会に参加している。
- 工学部と教育学部がそれぞれ運動会を開催している。

## 施設

### キャンパス

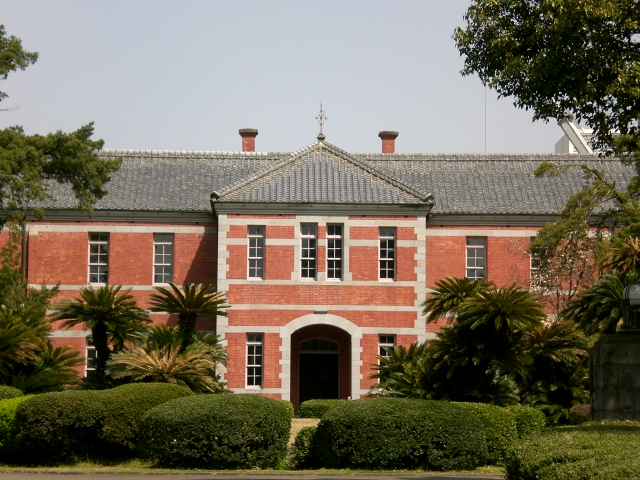
黒髪北キャンパス・五高記念館

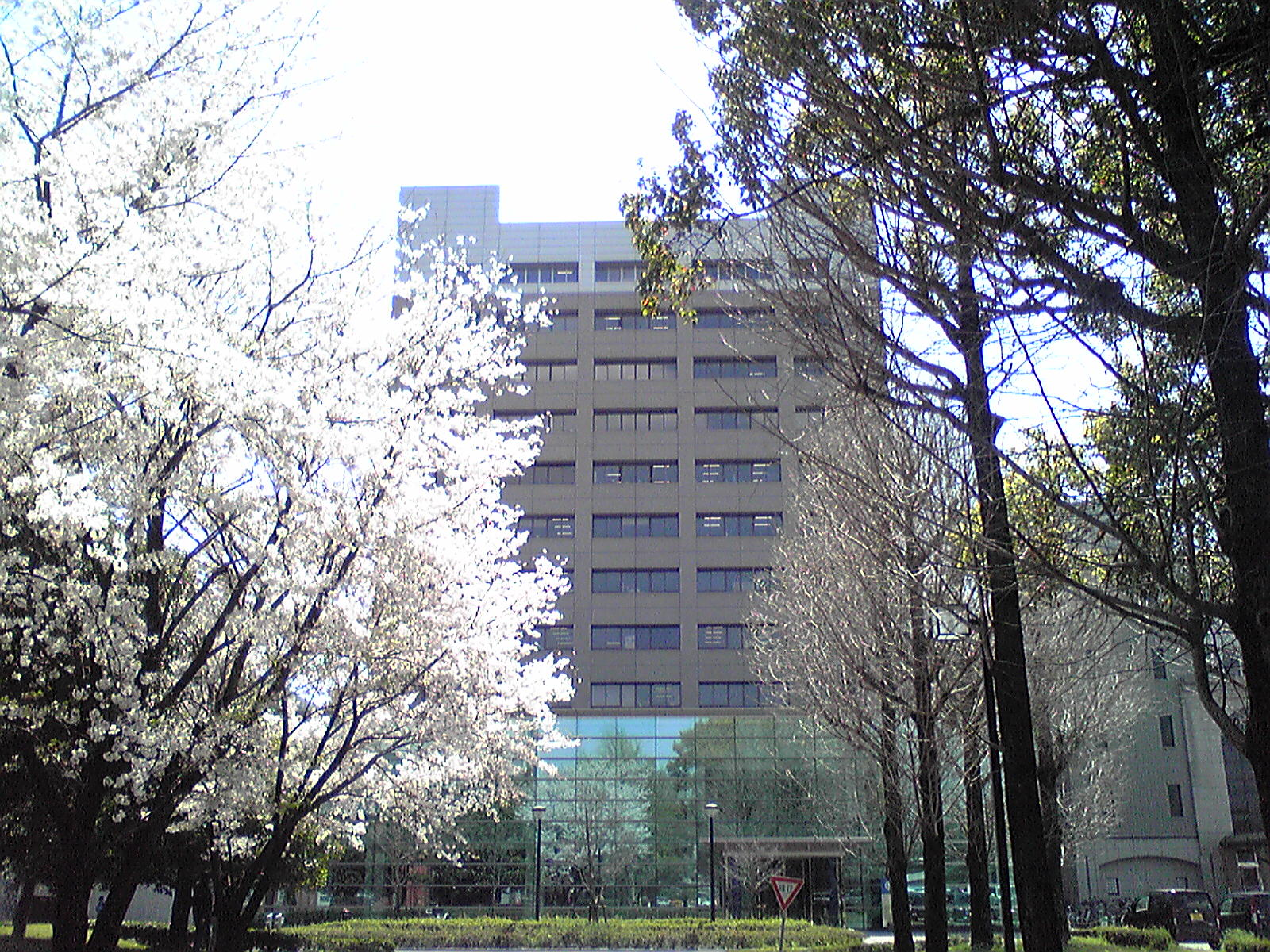
黒髪南キャンパス・百周年記念館

黒髪北キャンパス（北緯32度48分57.9秒 東経130度43分43.9秒 / 北緯32.816083度 東経130.728861度）
- 使用学部：文学部、教育学部、法学部
- 使用研究科：大学院文学研究科、大学院教育学研究科、大学院法学研究科、大学院社会文化科学研究科、大学院法曹養成研究科、養護教諭特別別科
- 使用附属施設：上記部局等に関連する附属機関・施設、大学教育統括管理運営機構、附属図書館、五高記念館
- 最寄駅・停留所：JR竜田口駅より徒歩25分。同駅より九州産交バス、または熊本電鉄バス（E系統）に乗車して「熊本大学前」下車。桜町BTより九州産交バス、熊本電鉄バスに乗車して「熊本大学前」下車。

黒髪南キャンパス（北緯32度48分48.2秒 東経130度43分41秒 / 北緯32.813389度 東経130.72806度）
- 使用学部：理学部、工学部
- 使用研究科：大学院自然科学研究科
- 使用附属施設：上記部局等に関連する附属機関・施設
- 最寄駅・停留所：JR竜田口駅より徒歩25分。同駅より九州産交バス（E系統）または熊本電鉄バス（E系統）に乗車して「熊本大学前」下車。桜町BTより九州産交バス、熊本電鉄バスに乗車して「熊本大学前」下車。

本荘・九品寺キャンパス（北緯32度47分40.2秒 東経130度42分45.5秒 / 北緯32.794500度 東経130.712639度）
- 使用学部：医学部
- 使用研究科：大学院医学薬学研究部、大学院医学教育部
- 使用附属施設：上記部局等に関連する附属機関・施設（熊本大学病院など）
- 最寄駅・停留所：熊本駅・南熊本駅が最寄り。熊本駅からは熊本都市バス（O2-0、O3-0,1、H4-1、G1-6、K6-0系統）に乗車して「大学病院前」で下車。桜町BTより熊本バス(P2系統)、熊本都市バス(P0、P2、L0系統)に乗車して「大学病院前」で下車。あるいは南熊本駅から徒歩25分。

大江キャンパス（北緯32度47分41.7秒 東経130度43分14.8秒 / 北緯32.794917度 東経130.720778度）
- 使用学部：薬学部
- 使用研究科：大学院医学薬学研究部、大学院薬学教育部
- 使用附属施設：上記部局等に関連する附属機関・施設
- 最寄駅・停留所：JR新水前寺駅が最寄駅。熊本市電・九州産交バス・熊本バス・熊本都市バスに乗車して「味噌天神前」で下車。

## 文化財
重要文化財
- 表門（通称「赤門」）
- 五髙記念館（上記出典より、内部をストリートビューで閲覧可能）
- 化学実験場（上記出典より、内部をストリートビューで閲覧可能）
- 工学部研究資料館（上記出典より、内部をストリートビューで閲覧可能）

登録有形文化財
- 旧熊本高等工業学校本館
- 山崎記念館（上記出典より、内部をストリートビューで閲覧可能）

## 対外関係

### 他大学との協定（単位認定・留学等）
国内・学術交流等協定校
- 放送大学学園[19]

大学間交流協定校
○…学術締結、△…学生締結、（）内は締結年。
- アメリカ合衆国
  - モンタナ州立大学 ○ (1987), △ (1987)
  - モンタナ大学 ○ (1987), △ (1987)
  - バージニア・コモンウェルス大学 ○ (1989)
  - ノースカロライナ大学シャーロット校 ○ (1990)
  - テキサス工科大学 ○ (1994)
  - テキサス大学サンアントニオ校 ○ (2010)
  - カリフォルニア大学ロサンゼルス校 ○ (2014)
  - マサチューセッツ大学ボストン校 ○ (2016)
  - ジョージア大学 ○ (2017)
  - ライト州立大学 ○ (2017)
  - アラスカ大学 ○ (2018)
- カナダ
  - アルバータ大学 ○ (2001)
  - マギル大学 ○ (2016)
- メキシコ
  - ヌエボレオン州立自治大学機械電気工学部 ○ (2017), △ (2017)
- オーストラリア
  - ニューカッスル大学 ○ (2008), △ (1986)
  - クイーンズランド工科大学 ○ (2014), △ (2014)
  - シドニー工科大学 ○ (2017), △ (2017)
- ニュージーランド
  - マッセー大学 ○ (2008)
- 中国
  - 広西師範大学 ○ (2005), △ (2005)
  - 同済大学 ○ (2007), △ (2005)
  - 南昌大学 ○ (2006)
  - 大連理工大学 ○ (2006), △ (2006)
  - 上海師範大学 ○ (2008), △ (2008)
  - 南開大学 ○ (2009)
  - 山東大学 ○ (2009), △ (2009)
  - 吉林大学 ○ (2009), △ (2009)
  - 四川大学 ○ (2009), △ (2009)
  - ハルビン工業大学 ○ (2009), △ (2009)
  - 東北大学 ○ (2010), △ (2010)
  - 北京工業大学 ○ (2011), △ (2011)
  - 澳門大学 ○ (2011), △ (2011)
  - 深圳大学 ○ (2011), △ (2011)
  - 華東政法大学 ○ (2011), △ (2011)
  - 吉林化工学院 ○ (2013), △ (2013)
  - 東北師範大学 ○ (2014), △ (2014)
  - 重慶大学 ○ (2014), △ (2014)
  - 南京師範大学 ○ (2015), △ (2015)
  - 桂林理工大学 ○ (2015), △ (2015)
  - 安徽大学 ○ (2015), △ (2015)
  - 武漢理工大学 ○ (2016), △ (2016)
  - 広西医科大学 ○ (2018), △ (2018)
- 台湾
  - 南台科技大学 ○ (2008), △ (2008)
  - 国立清華大学 ○ (2015), △ (2015)
  - 国立高雄大学 ○ (2016), △ (2016)
  - 長榮大学 ○ (2016), △ (2016)
- 韓国
  - 培材大学校 ○ (1999), △ (2000)
  - 東亜大学校 △ (2005)
  - KAIST	 ○ (2006), △ (2006)
  - 朝鮮大学校 ○ (2009), △ (2009)
  - 釜慶大学校 ○ (2011), △ (2011)
  - ソウル市立大学校 ○ (2011), △ (2011)
  - 亜洲大学校 ○ (2011), △ (2011)
  - 忠北大学校 ○ (2012), △ (2012)
  - 釜山大学校 ○ (2012), △ (2012)
  - 全北大学校 ○ (2012), △ (2012)
  - 韓南大学校 ○ (2016), △ (2016)
- フィリピン
  - フィリピン大学ディリマン校 ○ (2002), △ (2011)
  - フィリピン大学ロスバニョス校 ○ (2015)
  - アテネオ・デ・マニラ大学 ○ (2016), △ (2016)
- インドネシア
  - スラバヤ工科大学連合 ○ (2008), △ (2008)
  - バンドン工科大学 ○ (2011), △ (2011)
  - ガジャ・マダ大学 ○ (2013), △ (2013)
  - アイルランガ大学 ○ (2013), △ (2014)
  - ウダヤナ大学 ○ (2015)
  - インドネシア大学 ○ (2016), △ (2016)
  - ブラウィジャヤ大学 ○ (2016), △ (2016)
- ベトナム
  - ベトナム国家大学ハノイ校ハノイ科学大学 ○ (2007), △ (2008)
  - ベトナム国家大学ホーチミン市校工科大学 ○ (2010), △ (2010)
  - フエ大学 ○ (2010), △ (2010)
  - ハノイ土木大学 ○ (2010), △ (2010)
  - ベトナム国家大学ハノイ人文社会科学大学 ○ (2016), △ (2016)
  - ハノイ国家大学外国語大学 ○ (2016), △ (2016)
  - 貿易大学 ○ (2016), △ (2016)
- ラオス
  - ラオス国立大学 ○ (2011), △ (2011)
- カンボジア
  - 王立プノンペン大学 ○ (2016), △ (2016)
- タイ
  - カセサート大学 ○ (1994), △ (2012)
  - コンケン大学 ○ (2004), △ (2005)
  - マヒドン大学 ○ (2013), △ (2013)
  - ブラパー大学 ○ (2017), △ (2017)
  - チエンマイ大学 ○ (2018), △ (2018)
- マレーシア
  - マレーシア理科大学 ○ (2012), △ (2012)
- ミャンマー
  - ヤンゴン工科大学 ○ (2015), △ (2015)
  - パテイン大学　○ (2016), △ (2016)
- バングラデシュ
  - ダッカ大学 (2000)
- インド
  - インド工科大学ボンベイ校 ○ (2018)
- ネパール
  - ポカラ大学 ○ (2010)
- トルコ
  - エーゲ大学 ○ (2000), △ (2005)
  - チャナッカレ・オンセキズ・マルト大学 ○ (2015), △ (2015)
- イギリス
  - ダラム大学 ○ (2015), △ (1993)
  - バーミンガム大学 ○ (1993)
  - リーズ大学 △ (2006)
- アイルランド
  - ウォーターフォード工科大学 ○ (2018), △ (2018)
- フランス
  - ボルドー工科大学 △ (2006)
  - ボルドー大学 ○ (2007), △ (2007)
  - エクス＝マルセイユ大学 ○ (2016), △ (2016)
  - ボルドー・モンテーニュ大学 ○ (2017), △ (2017)
- スペイン
  - バレンシア大学 ○ (2014), △ (2016)
  - バリャドリッド大学 ○ (2018), △ (2018)
- ドイツ
  - ザールラント大学 ○ (2001), △ (2002)
  - デュッセルドルフ・ハインリッヒ・ハイネ大学 ○ (2017), △ (2017)
  - ベルリン技術経済大学 ○ (2018), △ (2018)
- イタリア
  - パドヴァ大学 ○ (2018)
- スロベニア
  - マリボル大学 ○ (2016), △ (2016)
- ハンガリー
  - パーズマーニ・ペーテル・カトリック大学 ○ (2015)
- ルーマニア
  - ブカレスト大学 ○ (2015), △ (2015)
- ポーランド
  - ワルシャワ大学 ○ (2009), △ (2009)
  - ルブリン工科大学 ○ (2015), △ (2018)
- エジプト
  - スエズ運河大学 ○ (2006)
  - ファユム大学 ○ (2008), △ (2013)
- ジブチ
  - ジブチ大学 ○ (2013)
- タンザニア
  - ムヒンビリ医科学大学 ○ (2015), △ (2015)
- ルワンダ
  - ルワンダ国立大学 ○ (2014), △ (2014)
- コンゴ共和国
  - ムブジマイ大学 ○ (2015), △ (2015)
- ブルキナファソ
  - ワガ第一ジョゼフ・キ・ゼルボ教授大学 ○ (2016)

部局間学術交流等協定
130機関（36か国1地域）と締結している（2018年9月1日時点）。

### 研究機関、自治体、企業との協定
包括連携協定等の締結先は、大学含む研究機関が8件、自治体11件、企業13件（2019年2月20日時点）。このほか、九州産業交通ホールディングスが熊本市中心部に建設する再開発ビルに熊本大学が拠点を設け、人材の誘致・育成・定着を目指す協定を2019年4月に結んだ。

#### 九州・沖縄オープンユニバーシティ（KOOU）
熊本大学を含む九州・沖縄地区の11国立大学法人が2023年3月21日に覚書を締結した大学間連携。

### 半導体産業の研究・人材育成
熊本県に台湾積体電路製造（TSMC）が工場新設を決めたことから、熊本大学は半導体の研究や人材育成での産学官連携に力を入れている。2022年度に「半導体研究教育センター」を、2023年度には「半導体デジタル研究教育機構」を設立し、2024年度に半導体に重点を置く情報融合学環と工学部半導体デバイス工学課程を創設した。
東京大学ナノシステム集積センターが熊本大学内に分室を設けている（東大熊大連携）ほか、2023年12月には九州大学や熊本県庁と包括連携協定を結んだ。

### 先進軽金属材料国際研究機構
富山大学と共同で、先進軽金属材料国際研究機構(ILM)が発足した（2021年）。熊本大学のマグネシウム合金、富山大学のアルミニウム合金についての強みに加え、第三の軽金属であるチタン合金についての共同研究体制が整う。

## 同窓会
- 熊本大学同窓会連合会（従来の各学部の同窓会をまとめた形で、2004年に発足）
  - 文学部・法学部：武夫原会（ぶふげんかい）
  - 教育学部：教育学部同窓会
  - 理学部：理学部同窓会
  - 医学部：熊杏会（ゆうきょうかい）
  - 工学部：工業会
  - 薬学部：薬学部同窓会
  - 医学部保健学科：医学部保健学科同窓会